# Книга з Дарроу
Книга з Дарроу, Євангеліє з Дарроу (англ. Book of Durrow) — ілюмінований рукопис, створений в VII столітті. 

## Короткий опис
Місце створення точно не встановлено, можливо книга була створена в Нортумбрії (Північна Англія) або в Абатстві Дарроу в графстві Лаоїс, Ірландія. Книга містить Євангелія, і, ймовірно, є найстарішою зі вцілілих до сьогодні повних ілюстрованих книг з Євангеліями, що були створені у Британії та Ірландії. 
До книги входять чотири Євангелія та допоміжні таблиці у передмові до них. Формат книги 247 на 228 мм, книга складається з 248 пергаментних аркушів. Містить велику кількість мініатюр, зокрема шість «коверних» сторінок, повністю прикрашених візерунками, мініатюру на цілу сторінку з символами чотирьох Євангелістів, чотири повносторінкові мініатюри з символами кожного євангеліста та шість сторінок з декорованим текстом. Книгу написано острівним шрифтом (insular script).